# Jefferson Columbus Davis

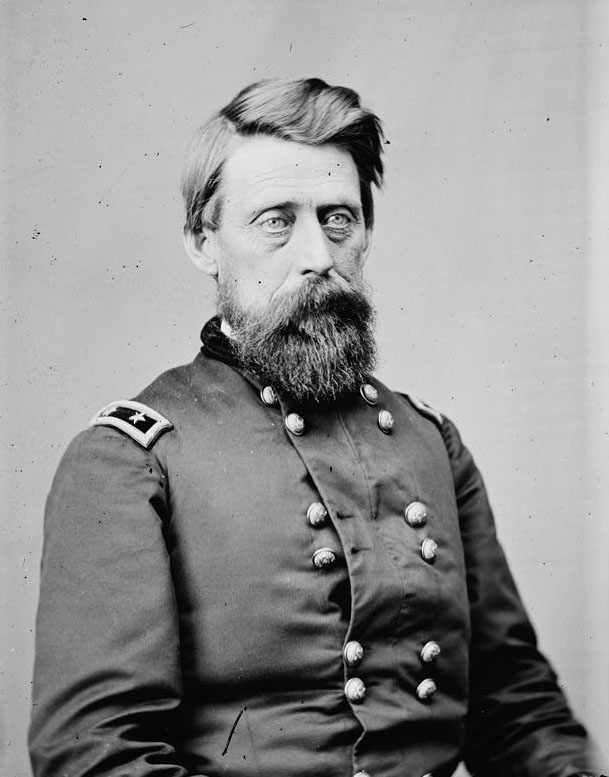

Jefferson Columbus Davis (2 de março de 1828 - 30 de novembro de 1879) foi um oficial do Exército dos Estados Unidos que serviu na Guerra Mexicano-Americana, na Guerra de Secessão e na Guerra Modoc. Ele foi o primeiro comandante do Departamento de Alaska, entre 1868 e 1870.